# Split Bearing
Split Bearing je olomoucká progresivní metalová kapela, která byla založena v listopadu 2002 bubeníkem Jiřím M. Lýskem (alias Máza) a Michaelem Ručilem (oba ex. Godless Truth).

## Historie
Jiří. M. Lýsek se spojil s Tomášem Surmou (ex Cabo Wabo), kytaristou Mirkem Řezníčkem a v neposlední řadě zpěvákem Petrem Duliškovičem (oba ex. Dream Theater revival). Opratí se okamžitě a bezprecedentně ujal Mirek Řezníček se svojí představou „stravitelného progressmetalu“.
U tohoto stylu kapela zůstala do dnešních dnů.
M. Ručil (sice jako zakládající člen) byl odčleněn. Na jeho místo záhy nastoupila klávesistka Martina Vichrová, která byla i kompozičním přínosem. V této sestavě se v červenci 2003 uskutečnil I. koncert „veřejná zkouška“ v Uničově. Po tomto koncertu se S.B. rozhodli natočit demonahrávku. Pro tento účel posloužilo studio „M. K. Records“ ve Šternberku. Nahrávání probíhalo „po odpolednech“ cca dva měsíce.
Výsledkem byla nahrávka Somewhere in Between, která získala v časopisech celkem kladné ohlasy:
Rock Shock 5. z 6. (Korál); Rock & Pop 5. ze 5. (Husák); Spark 7. ze 7. (Čermák) - demo měsíce
Po dalších koncertech zbytek kapely usoudil, že další spolupráce s M. Vichrovou je takřka nemožné z časových i instrumentálních důvodů. V lednu 2004 byla na její místo přijata Dominika Lamačová. Kapela se koncertně začala slibně rozjíždět (R.C. Šuplík Přerov, Jazz klub Olomouc, R.C.Golem Zlín atd.). V soutěži „Česká rocková liga (2004)“ postoupila mezi 10 nejlepších kapel.
Od toho času jsou kvartet bez kláves. Začátkem roku 2005 začali pracovat na druhé desce Terrain Echo, v průběhu které do kapely přichází nový člen na klávesy Jarda Kaplan a na jejíž koprodukci se podílel Klaudius Kryšpín (Pražský výběr), která bude nabízet mnohem kompaktnější materiál oproti Somewhere in Between.
Na přelomu roku 2007/08 podepisuje kapela smlouvu s firmou AbsoluTon k vydání desky, ke které zároveň natáčí dva klipy. Jeden „Just for This Time“ zatím „úspěšně“ rotuje na TV Óčko /Madhouse-premiéra, Smršť/. Po zdárném křtu desky Terrain Echo zanedlouho kapelu opouští jeden z pilířových členů Tom Surma (baskytara) a jeho post vzápětí nahrazuje neméně Vašek Bezkočka (Paracledy, Happy Death).
Rok 2009 zahajují vydáním „výročního-smutečního“ alba Six Years of Working Split Bearing Without Malfunction, kde mimo vzpomínek na Dimebaga Darrella (Pantera, Damageplan) a ještě žijícího Tombu (neformálně), jsou i nějaké live tracky a dosud nezveřejněné demoverze z předchozích studiových alb.
V roce 2010 skupina předskakovala anglické kapele Deep Purple.
V roce 2014 vydali do té doby své poslední studiové album Welcome to the Present.

## Diskografie
- Somewhere in Between (2003)
- Terrain Echo (2008)[5][6]
- Six Years of Working Split Bearing Without Malfunction (2009)
- Welcome to the Present (2014)